# In the Ghetto
In the Ghetto è un brano musicale composto nel 1969 da Mac Davis per Elvis Presley, che lo pubblicò come singolo per l'etichetta RCA Victor (47-9741) il 15 aprile dello stesso anno, con Any Day Now sul lato B. Il brano chiude il disco Elvis in Memphis (giugno 1969), inciso all'American Sound Studio di Memphis, Tennessee.

## Descrizione
Mac Davis, un cantautore country autore di alcune tra le migliori canzoni scritte per la seconda fase di Elvis, era nato e cresciuto a Lubbock e uno dei suoi amici d'infanzia era un ragazzino afroamericano, che viveva in un quartiere assai più povero del suo. Nel tempo, Davis maturò l'intenzione di scrivere una canzone che cercasse di raccontare una storia di ghetto, in cui un giovane, sviato dalle cattive compagnie, è destinato a morire, mentre un nuovo nato lo sostituisce. La canzone, poi ambientata a Chicago, originariamente si intitolava The Vicious Circle ('il circolo vizioso'), ma Davis racconta di come gli venisse difficile trovare una parola che rimasse con circle.
Il protagonista della canzone, cresciuto tra mille difficoltà e pericoli, ruba e combatte per sopravvivere; un giorno si procura una pistola, ruba un'auto e cerca di scappare, ma viene ucciso proprio quando un altro bambino sta venendo alla luce, molto probabilmente con lo stesso destino di violenza già scritto anche per lui.
Si tratta di un pezzo importante nella discografia di Presley, una delle rarissime volte in cui egli si cimentò con canzoni a sfondo sociale. Poco prima Elvis aveva inciso If I Can Dream per '68 Comeback Special, concerto trasmesso dalla NBC per il ritorno di alla musica, dopo una parentesi di 7 anni dedicata al cinema. If I Can Dream è un altro esempio di canzone impegnata, ma si limita più genericamente a vagheggiare un mondo migliore. In the Ghetto è invece espressamente dedicata ai temi della povertà e della razza. Martin Luther King era stato assassinato a Memphis giusto un anno prima. L'American Sound Studio, dove Elvis incise il brano, si trovava non lontano dal ghetto di Memphis. A Chicago, dove In the Ghetto è ambientata, l'anno prima la convention democratica era stata segnata da intense proteste.
Elvis era peraltro restio a incidere il brano. Il Colonnello Tom Parker, suo storico impresario, gli aveva sempre consigliato di evitare a tutti i costi di incidere canzoni con un messaggio, nel timore di alienarsi parte del pubblico faticosamente conquistato. Il 27 febbraio 1970, Elvis dichiarerà:
(Elvis Presley)

## Registrazione
La versione pubblicata in Elvis in Memphis è la ventiduesima ripresa, incisa nelle ultime ore del 20 gennaio 1969. In quelle famose Memphis sessions, Elvis incise anche Suspicious Minds, Kentucky Rain, Gentle on My Mind di John Hartford e Don't Cry Daddy (quest'ultima di Mac Davis). L'album fu prodotto da Chips Moman. Data la forte tematica sociale della canzone, gli amici George Klein e Marty Lacker continuavano a ripetere a Elvis di non registrarla. Furono poi gli stessi Klein e Lacker a cambiare idea. Presley si decise solo quando Moman gli chiese se poteva cederla a qualcun altro.

## Accoglienza
Alla sua pubblicazione, il 15 aprile 1969, il singolo raggiunse il 3º posto della classifica Billboard e rappresentò il suo ritorno nella top 5 dai tempi di Crying in the Chapel del 1960. Negli USA venne premiato con il disco d'oro (500 000 copie vendute). Entrò inoltre nella top 10 del Regno Unito e divenne il primo brano di Presley a salire al numero 1 in classifica in Germania.
Elvis eseguirà dal vivo il brano nel 1969 e nel 1970.

## Cover
Nel corso degli anni, la canzone è stata oggetto di cover da parte di numerosi artisti, tra i quali: Barry White, Susan Cadogan, Candi Staton, Dolly Parton, Nick Cave and the Bad Seeds, The Cranberries, Merle Haggard, Leatherface, Three Six Mafia, Skrewdriver, DNX vs. The Voice, Ghetto people feat. L-Viz, Frank Flynn e Natalie Merchant, Bobo Rondelli.